# ストックホルム天文台

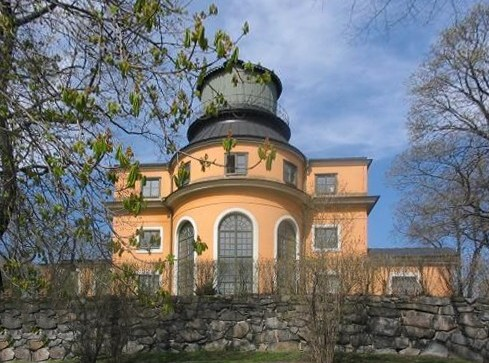
18世紀に建設された天文台

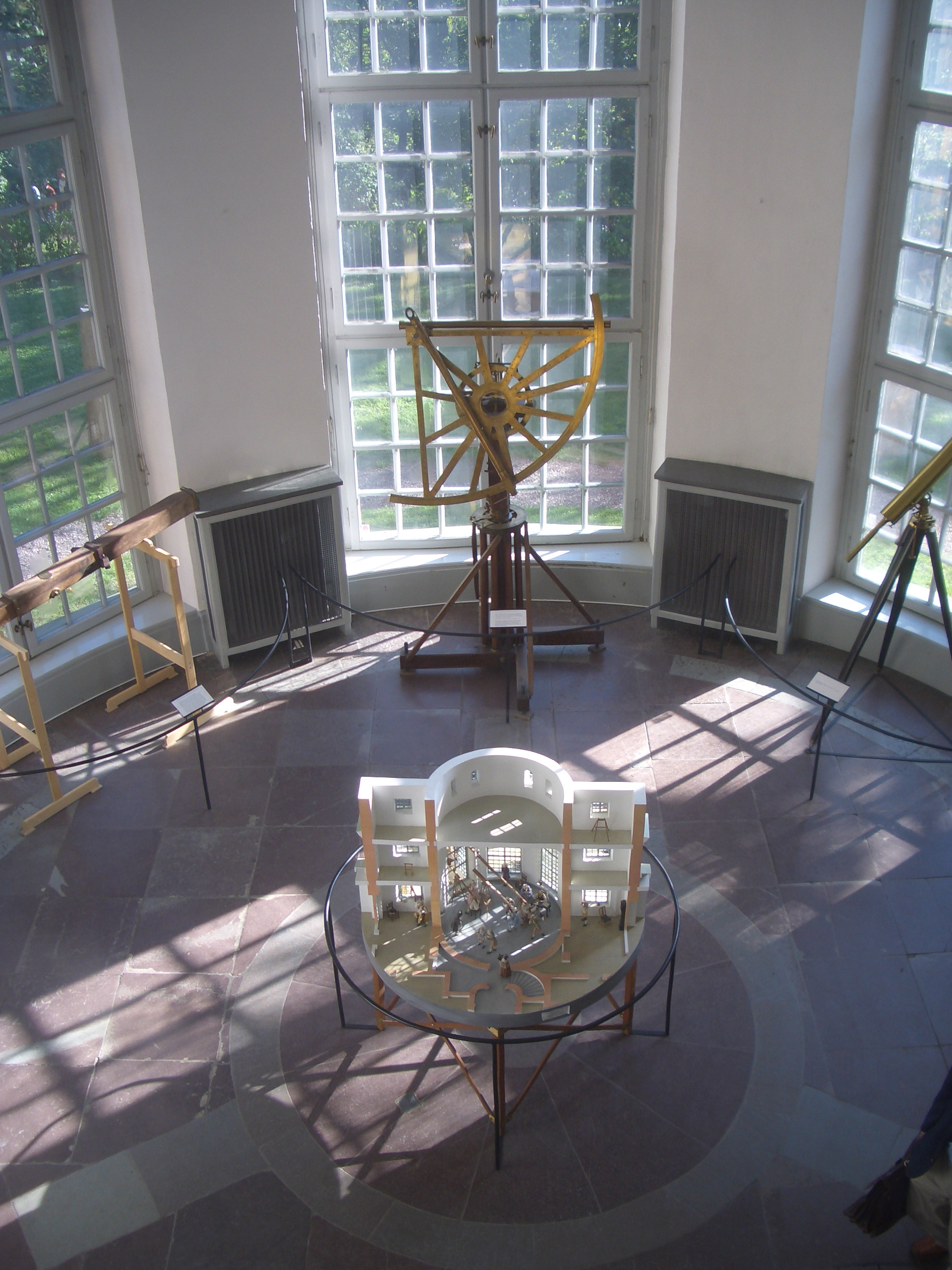
旧天文台は博物館として天文機器の展示に使われている

ストックホルム天文台（Stockholms gamla observatorium）はスウェーデンのストックホルムにある天文台で、18世紀に設立され、現在はストックホルム大学の一部である。
スウェーデン王立科学アカデミーの事務局長ペール・エルヴィウスPer Elviusの指揮で、建築家カール・ハルレマン(Carl Harleman)の設計した天文台の建設は1748年に始まり、1753年に完成した。現在はObservatorielundenと呼ばれている公園の丘のうえにある。最初の天文台の所長はPehr Wilhelm Wargentinで、歴代の所長にはヨハン・ギルデン(Hugo Gylden)や ベルティル・リンドブラッド(Bertil Lindblad)がいる。18世紀の天文台は現在は博物館になっている。
新設された天文台はストックホルム郊外のSaltsjobadenに1931年に建設された。設計はAxel Anderbergである。近年は天文学的観測はスウェーデン国外の施設が使われている。1973年に天文台の研究部門は科学アカデミーからストックホルム大学に移管され、2001年からAlbaNova University Centreに移された。